# Дамаст
Дамаст (итал. damasto, damasco) је текстилна тканина израђена нарочитом врстом преплетаја предива. Најчешће се израђује од природних материјала: лана, памука, свиле, ређе и вуне, али се последњих година за његову израду користе и вештачки (вештачка свила и сл). Одликује се фигуралним или орнаментним дезеном, обично у истој боји као и основа, али који се истиче седефастим сјајем због атласног ткања. Карактеристика дамаста је да има лице и наличје, који се међусобно односе као позитив и негатив. Од давнина је позната по квалитету, пуноћи и густоћи ткања.
Данас се памучни и ланени дамаст најчешће користе за израду столњака и постељине, док се свилени користи за свечану женску одећу и литургијску одору.

## Назив
Ова тканина име је добила по граду Дамаску, главном трговачком центру на путу свиле, где су га западни трговци први пут могли купити у 12. веку, али историја производње дамаста је много дужа.

## Историја
Дамаст је врста тканине пореклом са Оријента, а најранији подаци о његовој производњи сежу чак у 3. век пре нове ере, односно на почетке владавине кинеске династије Хан. И данас је по производњи дамаста посебно позната област око града Хангџоу, главног града провинције Џеђанг. Дамаск произведен у овој области посебно је популаран због своје мекоће и сјаја. Историјски извори тврде да су дамастне тканине чиниле део данака царском двору још у доба династије Танг (7 - 9. век). Такав дамаст израђивао се од локалне џили свиле.
Током раног средњег века производња дамаста посебно је цветала на Блиском истоку. Посебно се истицао Дамаск, град познат по производњи текстила, али и по интензивној трговини са Западом.

### Дамаст у Европи
Због свог стратешког положаја, град Дамаск је представљао важну трговинску тачку на древном путу свиле, спајајући територије садашње Кине, Кореје и Јапана са Средоземљем. Караванима који су се кретали том рутом преношена је вредна роба, драгоцених тканина, зачина, чаја, племенитих метала и друго.
Дамаст су у Европу први пут донели витезови Крсташи у 11. веку. Тада је био познат под називом „благо из Дамаска”, а европски трговци почели су да га купују почетком 12. века. До средине 13. века ткање дамаста постало је све заступљеније и у Европи, нарочито у земљама где се масовније узгајао лан (Италија и Француска). Белгијски ткачи су овладали технологијом његове израде око 15. века, а два века касније почео је да се израђује у Холандији и Ирској, а затим и широм Европе.

#### Дезени европског дамаста
У дезену европског дамаста дуго се задржао оријентални утицај. Све до 14. века доминирали су мотиви птица, 
животиња и фантастичних бића. У 14. веку почињу да се јављају мотиви другачијег карактера, тачније појављује се својеврсни италијански стил, који ће током наредних векова доминирати европским тржиштем, упркос шпанским и француским ривалским мануфактурама. У 15. веку долази до значајног унапређења ткачких техника, па израда дамаста бива доведена до савршенства. Упоредо са унапређењем технологије мотиви дезена се изненађујуће редуцирају. Уместо сложених мотива који су раније били популарни, сада се јавља дезен чија шара се, без посебне инвентивности, понавља у недоглед. Овакав дезен доминираће ће током читавог 15. и почетком 16. века. Мотиви су надахнути Исусом Христом и темом вечног живота. Главна одлика овог дезена је шема која се упечатљиво и динамично умножава, пружајући се непрекидно у свим правцима, чиме се тежило постизању снажног утиска бескраја.  
- У италијанским мануфактурама мотиви су разрађивани у мноштву варијација, али ипак унутар само две основне типолошке групе. Једна од њих назива се a griccia. Ову групу најчешће одликује мотив масивног дебла које се змијолико извија по дијагонали, притом формирајући празнине које густо испуњава лишће, цвеће и плодови. Величином се најчешће истичу мотиви чкаља и нара.
- Другој типолошкој групи, a cammini, својствен је строго симетричан хоризонтални распоред мотива. Током 19. века се за овакве дезене усталио се термин a inferriata (до ограде), према називу за мајсторски коване решетке и ограде.
- Мотив круне се у текстилној декорацији јавља и у ранијим раздобљима искључиво као хералдичко обележје, али је релативно брзо изгубила улогу ознаке припадности и постала један од омиљених симбола који је на тканинама, одећи и у ентеријерима истицао друштвени положај, моћ и богатство.[5]

### Дамаст у Србији
Током друге половине 19. века овај вредни, тада већ развијени уметнички занат, доспео је и на територију Војводине. На ове просторе стигао је преко Чешке и Словачке. Производња дамаста започела је у Бездану, где је ову технологију давне 1871. донео Јанош Шмит, уметнички ткач из Чешке. Реч је о специфичном умећу ручног ткања орнаментисаног дамаста жакар техником. Бездански дамаст се тка од свиле и памука искључиво ручно, на механичким разбојима жакард ткања са бушеним картицама. Ова технологија се у Бездану одржала све до данас у готово непромењеној форми. То је специфична технологија, настала почетком 19. века. Састоји се од мануелног поступка преплитања нити, једне до две боје. Специфичан и рафиниран начин израде дамаста у Бездану препознат је као стари занат и заштићен је ознаком географског порекла. Од 2018. године налази се на листи нематеријалног културног наслеђа Србије.

## Изглед и израда дамаста
Класични дамаст има једну основу и једну потку, и то најчешће у истој нијанси. Упркос томе, ткач успева да истка дезен генијалном техником измењивања лица и наличја тканине, односно аверса и реверса исте врсте ткања. Наиме, у највећем броју случајева, основа чијим се обртањем ствара дамаст је сатен. На лицу сатена нити основе густо су положене, због чега је површина глатка и сјајна, док се на наличју виде нити потке, због чега је површина ребраста и мат, односно не рефлектује светлост. Измењивањем лица и наличја ткања добија се дезен са препознатљивим мотивима. Често је тешко уочити разлику између лица и наличја, али се сматра да је лице тканине она страна на којој је мотив мат, а подлога сјајна и глатка. Мада неки модни дизајнери преферирају обрнуту верзију - у негативу. У прошлости, када је дамаст био изузетно скуп и доступан само повлашћенима, често се догађало да се ова код одевних предмета скупоцена свилена тканина, пошто би на лицу избледела, једноставно окретала на наличје и наставила употребљавати све док се потпуно не истроши и постане неупотребљива. То је један од разлога због чега су стари дамасти данас ретко сачувани.
Укупна вредност појединог примерка текстила зависила је од више карактеристика. Захтевни начина израде захтевао је посебно конструисане ткачке разбоје, али сама техника ткања није увек претпостављала и највишу цену. Тканине са потком од лана  или мање квалитетне свиле биле су чак двоструко јефтиније од оних у целости израђених од квалитетне свиле, из чега се може закључити да је при одређивању цене ипак квалитет свиле био пресудан. Цене технички најзахтевнијих тканина често су биле ствар договора ткача и трговца. Да би се осигурао највећи могући квалитет тканине, али и брзина израде, ткачи су били уско специјализовани. Сваки је радио  само на одређеном типу разбоја и увек на истој врсти текстила. Вештом фирентинском мајстору у 15. веку требало је од прилике два месеца да изатка око 29 метара једнобојног дамаста.
Поред материјала и технике, следећи важан елемент била је боја. Симболиком боја распознавали су се припадници појединих друштвених слојева, не само по економским, већ и по моралним категоријама. Коначна цена тканине веома је зависила не само од саме бој, већ и од њене лепоте, интензитета и постојаности постигнуте нијансе. Неке боје су, својим саставом односно киселошћу, скраћивале век трајања тканине. Године 1457. венецијански Corte de Parangon, агенција основана са задатком осигуравања квалитета свилених тканина, доноси закон према ком је боја употријебљена за бојење тканине морала бити назначена бојама њиховог руба. Тако су тканине бојене у црвену нијансу grana морале имати бели, а оне бојене гримизом зелени руб са златном пругом, јер је grana била мање цењена од гримиза. Бојаџијама је било строго забрањено мешање ове две боје.
- У Венецији је највећи значај носила златна боја, а у хијерархији су је следиле гримизна, бела, љубичаста, црна и жута.
- У Фиренци су у 15. веку више од гримизних биле цењене тканине бојене алесандрином - плавичастом бојом карактеристичног љубичастог одсјаја, која се добијала мешањем индига и боја добијених од орхидеје и броћа (Rubia tinctorum). Такође је сложен био и поступак бојења свиле.
- Да би се добила зелена боја, свила се прво бојила у жуто, пигментима биљака какве су жуква или жута резеда (Reseda luteola), а затим у плаво, индигом или биљком сињ (Isatis tinctoria). Због више могућих комбинација, зелене свиле из истог периода, па чак и из истог центра производње, могле су бити упадљиво различитих нијанси. У Фиренци су забележене чак тридесет и три нијансе зелене. Најскупоцјенија је била комплексна нијанса, позната као verde bruno (смеђе зелена) која је по цени била одмах иза алесандрина и гримиза, иако су за постизање те нијансе  коришћене мешавине које нису биле скупе. Остале нијансе зелене боје су биле у најнижој ценовној категорији. У  15. веку елена боја није заузимала посебно место у друштвеном статусу, на шта је вероватно утицало средњовековно поимање зелене и плаве као подједнако мрачних подврста изопачене црне боје. Због тога зелена ни у ренесанси нема обележје престижа, али јој  се, због асоцијација са природом, почиње придавати симболика наде, обнављања, раста, хармоније и плодности.

На цену тканине утицала је и величина мотива. Велики и раскошан мотив знатно је увећавао вредност текстила, јер је толико разрађен нацрт подразумевао дуготрајнију монтажу разбоја и захтевнији поступак ткања.
- Различити дезени дамаста
- Италијански гримизни дамаст са биљкама (18. век)
- Италијански зелени дамаст са круном (16. век)
- Француски плави дамаст (18. век)
- Британски љубичасти дамаст (19. век)
- Јапански дамаст са булкама (17/18. век)
- Кинески златни дамаст
- Кинески тамно плави дамаст

### Врсте дамастних тканина
Постоје две основне врсте дамастних тканина: прави дамаст итал. damasto, damasco и дамаскато итал. damascato.
- Прави дамаст - постоји много верзија дамаста, а најједноставнија се састоји од једне основе и једне потке. То је једнобојна, глатка тканина, са дезеном исте боје као и основа, али различите нијансе, због сјаја - лице и наличје ткања. Дамаста има више врста, а најпознатији су турски дамаст (из француског града Тура), лионски дамаст, летњи дамаст, оријентални дамаст и тд.
- Дамаскато - за дамаскино се каже да је тканина која подсећа на дамаст, али се од њега разликује по томе што се израђује од различитих предива (нпр. комбинација свила-памук, памук-лан и сл), у једној или више боја, па светлосни ефекат изазван контрастом сјајних и мат површина појачава интензитет боја.[11]

### Жакаров разбој
Проналазак аутоматског разбоја крајем 19. века омогућио је може масовну производњу дамаста, који је постао приступачан готово свим друштвеним слојевима. Изумео га је француски проналазач Жозеф Мари Жакар. Жакаров ткачки разбој је користио бушене картице за контролу операција. Овај разбој је имао програм који се састојао од низа бушених металних картица којим се управљало радом разбоја.
Овај проналазак био је по много чему револуционаран. Осим што је утицао на развој текстилне индустрије, бушене картице су се у наредном периоду интензивно користиле за аутоматизацију различитих поступака. Током 19. века бушене картице користиле су се и у разнима врстама музичких кутија (вергл). Жакаров разбој се сматра првом машином са програмираним аутоматским радом. Одиграо значајну улогу и у развоја првих рачунара. Идеја је била да се систем изгради и контролише коришћењем бушених картица, што је постала основа рачунарског програмирања.

## Употреба дамаста
Дамаст је, као скупоцена тканина, у прошлости био привилегија најбогатијих друштвених слојева. Употребљавао се за израду одеће и литургијских одора, али и за декорацију ентеријера. Коришћен је за тапацирање намештаја, израду завеса, балдахина и сл, па чак и за облагање зидова. Занимљиво је да су први дезени зидних тапета бил преузети са таписерија и других скупих тканина попут дамаста, које су богаташи користили за украшавање зидова. Дезени су копирани на блокове папира, који су били доступни сиромашним домаћинствима.
Данас се дамаст, посебно онај израђен од памука, најчешће користи за израду постељине и столњака осталих текстилних детаља потребних за аранжирање трпезаријских столова (надстолњаци, салвете и др). Они скупљи, израђени од свиле и даље се користе за израду литургијских одора, али и свечане, чешће женске одеће, па и ципела (нпр. за плесаче танга).
Дамаст од кога се израђује постељина лако се може одржавати и машинским прањем на високој температури, при чему не долази до промене својстава. Тканина остаје иста и више десетина година, што је још један од разлога зашто је оваква постељина чест избор приликом куповине. Дамаст је такође веома захвалан за пеглање, уколико је оно уопште и потребно, јер се уз мало пажње код сушења неће ни изгужвати. Постељина од дамаста се одлично прилагођава промени температуре и влаге, тако да је удобна и у хладним и у топлим периодима године.
- Употреба дамаста у изради одеће
- Литургијска одора (17. век)
- Мушка туника
- Женска хаљина и капа (19. век)
- Женска вишебојна хаљина (20. век)
- Савремена женска одећа

- Употреба дамаста за уређење ентеријера
- Сет за трпезаријски сто
- Намештај
- Тапацирање зидова, завесе...